# Fernando Carvalho
Alberto Fernando Carvalho Oliveira (* 28. August 1962 in Santa Maria da Feira oder in São Paio de Oleiros) ist ein ehemaliger portugiesischer Radrennfahrer.

## Sportliche Laufbahn
Carvalho war im Straßenradsport aktiv. Sein bedeutendster sportlicher Erfolg war der Sieg in der Portugal-Rundfahrt 1990. 1982, 1984, 1985 und 1990 (zweifach) gewann er jeweils Etappen in der Portugal-Rundfahrt. Das Etappenrennen Grande Prémio Jornal de Notícias gewann er 1986 und 1989. 1989 siegte er in der Volta ao Algarve mit einem Etappensieg. Die Volta ao Alentejo gewann er ebenfalls 1989. 1990 war er erneut in der Volta ao Algarve siegreich und gewann dabei eine Etappe. 1993 wurde er Zweiter hinter Cássio Freitas. 1986 kam er bei den nationalen Meisterschaften im Straßenrennen hinter Acácio da Silva auf den zweiten Rang.
In der Vuelta a España 1991 schied er aus. Im Rennen der UCI-Straßen-Weltmeisterschaften 1987 und 1988 schied er aus, 1992 wurde er 76.